# Château de Messei
Le château de Messei est un ancien château fort du XIe siècle, aujourd'hui en ruine, dont les vestiges se dressent sur le territoire de la commune française de Messei dans le département de l'Orne, en région Normandie.
Le château flanqué de douze tours possédait de larges et profondes douves, un pont-levis, une chapelle, une prison et deux cachots, ainsi qu'une basse-cour. 

## Localisation
Les vestiges sont situés sur la commune de Messei, dans le département français de l'Orne. La forteresse, situé sur l'ancienne route de Falaise à Domfront, a joué un rôle historique à plusieurs reprises. À ce titre, elle figure parmi les plus importantes places fortes de Normandie.
Situé à 650 mètres de l'église, le château, dont les visites ne sont pas autorisées, est accessible par un chemin à gauche, à la sortie du bourg en direction de Domfront. À une centaine de mètres, coule la Varenne, appelée localement le « Morin ». Au nord, des marécages et des étangs constituent des éléments défensifs. Il existait aussi à cet endroit une forêt, abattue en 1637.

## Historique
La plus ancienne mention écrite du domaine de Messei remonte à l'an 1033 ; une charte datant de cette époque désigne Josselin de La Ferrière comme étant seigneur de Messei. Le 9 mars 1095, deux fils de Jean de la Ferrière, Geoffroy et Jean, vendent le château et la seigneurie de Messei à Osbern Maréchal pour se rendre en Terre sainte, lors de la première croisade, avec le duc Robert II de Normandie.
Au XIIe siècle, le château fort passe aux mains de Foulques Ier du Merle qui porte le titre de baron de Messei, pour demeurer près de trois siècles dans cette famille dont seront issus notamment Foulques du Merle, maréchal de France en 1302 et Guillaume VIII du Merle, son petit-fils, compagnon de Du Guesclin et capitaine-général en Basse-Normandie, qui reprend le titre. Ce dernier ordonne en 1363 aux habitants d'amener pierre, chaux, sable, bois et le nécessaire à réparer la forteresse. En 1357, il fait confirmer ses droits sur ses sujets de Messei. Ses exigences deviennent si insupportables que des plaintes sont portées contre lui par la population auprès du bailli du comte d'Alençon et même du Parlement de Paris. La bourgeoisie franche qui existait à Messey à cette époque était en effet décidée à faire valoir ses droits.
Lors de la guerre de Cent Ans (1337-1453), le château est pris par Philippe de Navarre qui le livre aux Anglais en 1356. Le traité de Brétigny le rend à la France en 1360 mais le château ne sera définitivement libéré que vers 1450 sous le règne de Charles VII.
Entre-temps, en 1402, Catherine, fille unique de Guillaume VIII du Merle, avait épousé Henri de Bailleul à qui elle avait transmis le domaine.
À la fin du XVe siècle, le château appartient à Pierre de Grippel, puis à son fils, Guillaume de Grippel qui meurt en 1550 sans descendance, laissant ses deux sœurs Louise et Marie de Grippel se partager la succession (1551). Vers 1557, Louise, à qui revient le château de Messei, vend sa part et l'échange contre une autre terre avec Jean de Bailleul, sieur du Renouard.
En 1582, il entre dans la famille de Souvré, par le mariage de Françoise de Bailleul avec Gilles de Souvré, gouverneur de Louis XIII pendant son enfance, et maréchal de France. Son fils cadet, Henri de Souvré, en hérita. En 1589, lors des guerres de Religion, le château fut en partie démantelé, avec plusieurs pièces de canon, par les Ligueurs, malgré la surveillance du duc de Montpensier.
En septembre 1621, René de Souvré obtient de Louis XIII l'érection de la baronnie de Messei en marquisat, en faveur de son fils Joseph de Souvré qui meurt sans postérité en 1685, sous le règne de Louis XIV. Le château échut alors à Anne de Souvré, petite-nièce de René de Souvré, qui épousa en 1662, le jeune ministre Louvois qui devint marquis de Messey. En 1686, celui-ci obtient que l'érection de la baronnie en marquisat soit maintenue en sa faveur.
En 1750, il est vendu par les arrière-petits-enfants de Louvois, héritiers de Marie-Madeleine Letellier de Louvois de Barbezieux, duchesse François d'Harcourt, au comte de Flers, Ange Hyacinthe de La Motte-Ango.
Lors de la Révolution, le château est désert et abandonné.
En 1806, il est acheté par un Franco-Prussien, le comte Jean Sigismond Ehrenreich de Redern Bernsdorf, fils d'un maréchal de Prusse et diplomate en Espagne et en Angleterre, qui le revend en 1820 aux Schnetz, notaires à Paris. Philippe Schnetz, fils des notaires, décide de le faire démolir vers 1850 afin de servir de carrière de matériaux pour la construction de la ferme de la Fonte. C'est à cette époque que l'on retrouve, en démolissant un mur de l'ancienne prison du château, le matériel nécessaire pour frapper des pièces d'or à l'effigie de Charles IX.

## Description
Il ne subsiste aujourd'hui qu'un pan de mur inclus dans un bâtiment agricole, les douves et les deux mottes féodales.
Protégé au sud par les roches du Châtellier, le château, à l'écart du bourg, se dresse sur un plateau assez élevé. Il est traversé par une petite rivière, la Fonte, qui a donné son nom à un chemin de ronde menant à l'église Notre-Dame-de-l'Assomption, aujourd'hui communément appelée la chapelle des Roches, au Châtellier, où les seigneurs de Messei avaient coutume de se faire enterrer.
À 250 mètres au nord-est du château, à gauche en venant du bourg, se trouve un monticule entouré de grands arbres, qui a passé pour être un lieu d'exécution, mais qui était probablement l'endroit où les seigneurs rendaient traditionnellement la justice. Cette butte constituerait l'emplacement d'une première motte, abandonnée et arasée au profit d'une autre, plus propice et mieux défendue.

## Protection
Les vestiges de l'ancien château avec ses deux mottes féodales sont inscrits au titre des monuments historiques par arrêté du 3 juillet 1975.

## Propriétaires successifs du château de Messei
| Période                | Identité                                      |
| ---------------------- | --------------------------------------------- |
| ? - 1095               | Famille de La Ferrière                        |
| 1095-XIIe siècle       | Famille d'Osbern Maréchal                     |
| XIIe siècle-XVe siècle | Famille de Foulques du Merle                  |
| XVe siècle-1557        | Famille de Grippel                            |
| 1557-1582              | Famille de Bailleul                           |
| 1582-1662              | Famille de Souvré                             |
| 1662-1750              | Famille de Louvois Famille d’Harcourt         |
| 1806-1820              | Jean Sigismond Ehrenreich de Redern Bernsdorf |
| 1820-1901              | Famille Schnetz                               |